# Temporada 2015 de MotoGP
La temporada 2015 de MotoGP fue la 67.º edición de la categoría principal del Campeonato del Mundo de Motociclismo. Marc Márquez inició la temporada 2015 como vigente campeón tras conseguir su segundo título consecutivo en MotoGP la temporada anterior en el circuito japonés de Motegi.

## Calendario
El calendario está formado por un total de 18 carreras, disputadas en 13 países distintos. Lista publicada por la Federación Internacional de Motociclismo.
| Ronda | Fecha            | Gran Premio                                         | Circuito                                              |
| ----- | ---------------- | --------------------------------------------------- | ----------------------------------------------------- |
| 1     | 29 de marzo      | Gran Premio de Catar                                | Circuito Internacional de Losail, Doha                |
| 2     | 12 de abril      | Gran Premio de las Américas                         | Circuito de las Américas, Austin                      |
| 3     | 19 de abril      | Gran Premio de Argentina                            | Autódromo Termas de Río Hondo, Santiago del Estero    |
| 4     | 3 de mayo        | Gran Premio de España                               | Circuito de Jerez, Jerez de la Frontera               |
| 5     | 17 de mayo       | Gran Premio de Francia                              | Le Mans Bugatti, Maine                                |
| 6     | 31 de mayo       | Gran Premio de Italia                               | Circuito de Mugello, Scarperia                        |
| 7     | 14 de junio      | Gran Premio de Cataluña                             | Circuito de Barcelona-Cataluña, Montmeló              |
| 8     | 27 de junio      | TT Assen                                            | Circuito de Assen, Assen                              |
| 9     | 12 de julio      | Gran Premio de Alemania                             | Sachsenring, Hohenstein-Ernstthal                     |
| 10    | 9 de agosto      | Gran Premio de Indianápolis                         | Indianapolis Motor Speedway, Indianápolis             |
| 11    | 16 de agosto     | Gran Premio de la República Checa                   | Autódromo de Brno, Brno                               |
| 12    | 30 de agosto     | Gran Premio de Gran Bretaña                         | Circuito de Silverstone, Silverstone                  |
| 13    | 13 de septiembre | Gran Premio de San Marino y de la Riviera de Rimini | Circuito de Misano Marco Simoncelli, Misano Adriatico |
| 14    | 27 de septiembre | Gran Premio de Aragón                               | Motorland Aragón, Alcañiz                             |
| 15    | 11 de octubre    | Gran Premio de Japón                                | Twin Ring Motegi, Motegi                              |
| 16    | 18 de octubre    | Gran Premio de Australia                            | Circuito de Phillip Island, Phillip Island            |
| 17    | 25 de octubre    | Gran Premio de Malasia                              | Circuito Internacional de Sepang, Selangor            |
| 18    | 8 de noviembre   | Gran Premio de la Comunidad Valenciana              | Circuito Ricardo Tormo, Valencia                      |

### Cambios en el calendario
En septiembre de 2014 se anunciaba que el Gran Premio de Gran Bretaña de Motociclismo volvería a Donington Park por primera vez desde 2009, antes de trasladarse al nuevo Circuito de Gales en 2016. Finalmente, en febrero de 2015, se informaba que, debido a retrasos en los pagos, Donington Park caía del calendario . Ese mismo día se hizo oficial que el circuito de Silverstone volvería a ser el encargado de albergar el Gran Premio de Gran Bretaña durante las temporadas 2015 y 2016.

## Equipos y pilotos
La Federación Internacional de Motociclismo hizo pública una primera lista provisional el 23 de octubre de 2014 donde se anunciaba el nombre los pilotos y equipos que conformaría la parrilla de MotoGP para la temporada 2015. Una lista de entrada actualizada estuvo liberada el 2 de febrero de 2015.
| Equipos de fábrica            | Equipos de fábrica | Equipos de fábrica      | Equipos de fábrica | Equipos de fábrica | Equipos de fábrica |
| Equipo                        | Constructor        | Moto                    | N.º                | Piloto             | Rondas             |
| ----------------------------- | ------------------ | ----------------------- | ------------------ | ------------------ | ------------------ |
| Ducati Team                   | Ducati             | Ducati Desmosedici GP15 | 04                 | Andrea Dovizioso   | 1–18               |
| Ducati Team                   | Ducati             | Ducati Desmosedici GP15 | 29                 | Andrea Iannone     | 1–18               |
| Ducati Team                   | Ducati             | Ducati Desmosedici GP15 | 51                 | Michele Pirro      | 6, 13, 18          |
| Repsol Honda Team             | Honda              | Honda RC213V            | 7                  | Hiroshi Aoyama     | 2–4                |
| Repsol Honda Team             | Honda              | Honda RC213V            | 26                 | Dani Pedrosa       | 1, 5-18            |
| Repsol Honda Team             | Honda              | Honda RC213V            | 93                 | Marc Márquez       | 1–18               |
| Team HRC with Nissin          | Honda              | Honda RC213V            | 72                 | Takumi Takahashi   | 15                 |
| Team Suzuki Ecstar MotoGP     | Suzuki             | Suzuki GSX-RR           | 25                 | Maverick Viñales   | 1–18               |
| Team Suzuki Ecstar MotoGP     | Suzuki             | Suzuki GSX-RR           | 41                 | Aleix Espargaró    | 1–18               |
| Yamaha Factory Racing Team    | Yamaha             | Yamaha YZR-M1           | 21                 | Katsuyuki Nakasuga | 15                 |
| Movistar Yamaha MotoGP        | Yamaha             | Yamaha YZR-M1           | 46                 | Valentino Rossi    | 1–18               |
| Movistar Yamaha MotoGP        | Yamaha             | Yamaha YZR-M1           | 99                 | Jorge Lorenzo      | 1–18               |
| Equipos independientes        |                    |                         |                    |                    |                    |
| Equipo                        | Constructor        | Moto                    | N.º                | Piloto             | Rondas             |
| Aprilia Racing Team Gresini   | Aprilia            | Aprilia RS-GP           | 6                  | Stefan Bradl       | 10–18              |
| Aprilia Racing Team Gresini   | Aprilia            | Aprilia RS-GP           | 19                 | Álvaro Bautista    | 1–18               |
| Aprilia Racing Team Gresini   | Aprilia            | Aprilia RS-GP           | 33                 | Marco Melandri     | 1–8                |
| Aprilia Racing Team Gresini   | Aprilia            | Aprilia RS-GP           | 70                 | Michael Laverty    | 9                  |
| Octo IodaRacing Team          | ART                | ART                     | 15                 | Alex de Angelis    | 1–15               |
| Octo IodaRacing Team          | ART                | ART                     | 23                 | Broc Parkes        | 18                 |
| Octo IodaRacing Team          | ART                | ART                     | 55                 | Damian Cudlin      | 16–17              |
| Pramac Racing                 | Ducati             | Ducati Desmosedici GP14 | 9                  | Danilo Petrucci    | 1–18               |
| Pramac Racing                 | Ducati             | Ducati Desmosedici GP14 | 68                 | Yonny Hernández    | 1–18               |
| CWM LCR Honda                 | Honda              | Honda RC213V            | 35                 | Cal Crutchlow      | 1–18               |
| Estrella Galicia 0,0 Marc VDS | Honda              | Honda RC213V            | 45                 | Scott Redding      | 1–18               |
| Monster Yamaha Tech 3         | Yamaha             | Yamaha YZR-M1           | 38                 | Bradley Smith      | 1–18               |
| Monster Yamaha Tech 3         | Yamaha             | Yamaha YZR-M1           | 44                 | Pol Espargaró      | 1–18               |
| Categoría Open                |                    |                         |                    |                    |                    |
| Equipo                        | Constructor        | Moto                    | N.º                | Piloto             | Rondas             |
| Athinà Forward Racing         | Yamaha Forward     | Yamaha Forward          | 6                  | Stefan Bradl       | 1–8                |
| Athinà Forward Racing         | Yamaha Forward     | Yamaha Forward          | 24                 | Toni Elías         | 14–18              |
| Athinà Forward Racing         | Yamaha Forward     | Yamaha Forward          | 71                 | Claudio Corti      | 9                  |
| Athinà Forward Racing         | Yamaha Forward     | Yamaha Forward          | 71                 | Claudio Corti      | 11–13              |
| Athinà Forward Racing         | Yamaha Forward     | Yamaha Forward          | 76                 | Loris Baz          | 1–9, 11-18         |
| Avintia Racing                | Ducati             | Ducati Desmosedici GP14 | 8                  | Héctor Barberá     | 1–18               |
| Avintia Racing                | Ducati             | Ducati Desmosedici GP14 | 63                 | Mike Di Meglio     | 1–18               |
| AB Motoracing                 | Honda              | Honda RC213V-RS         | 7                  | Hiroshi Aoyama     | 9                  |
| AB Motoracing                 | Honda              | Honda RC213V-RS         | 13                 | Anthony West       | 16–18              |
| AB Motoracing                 | Honda              | Honda RC213V-RS         | 17                 | Karel Abraham      | 1–9, 11-14         |
| AB Motoracing                 | Honda              | Honda RC213V-RS         | 24                 | Toni Elías         | 10                 |
| AB Motoracing                 | Honda              | Honda RC213V-RS         | 64                 | Kousuke Akiyoshi   | 15                 |
| CWM LCR Honda                 | Honda              | Honda RC213V-RS         | 43                 | Jack Miller        | 1–18               |
| Aspar MotoGP Team             | Honda              | Honda RC213V-RS         | 50                 | Eugene Laverty     | 1–18               |
| Aspar MotoGP Team             | Honda              | Honda RC213V-RS         | 69                 | Nicky Hayden       | 1–18               |

| Leyenda             | Leyenda |
| ------------------- | ------- |
| Piloto regular      |         |
| Piloto novato       |         |
| Piloto invitado     |         |
| Piloto de reemplazo |         |

### Cambios en los equipo
- Suzuki volvió como constructor a MotoGP después de cuatro años de ausencia.
- Aprilia regresó oficialmente al campeonato con dos motos de fábrica en el equipo Gresini Racing. De esta forma, el equipo italiano puso fin a la relación que mantenía con Honda desde 1997.
- El equipo español Estrella Galicia 0'0 y el belga Marc VDS Racing unieron sus fuerzas para crear un equipo conjunto en MotoGP bajo el nombre Estrella Galicia 0’0 Marc VDS. Contaron con una de las Honda que dejó libre la escudería de Fausto Gresini.
- LCR Honda contó con una segunda moto dentro de la categoría Open.
- Avintia Racing cambió las monturas Kawasaki por motos Ducati.
- Paul Bird Motosport abandonó MotoGP tras finalizar la temporada 2014 para dedicarse exclusivamente a su apuesta en el Campeonato Británico de Superbikes.

### Cambios de piloto
- Stefan Bradl deja LCR Honda para formar parte del equipo Forward Racing.
- Cal Crutchlow deja el Ducati Team para reemplazar a Bradl en el LCR Honda.
- Andrea Iannone pilotará la moto que deja disponible Crutchlow en Ducati.
- Scott Redding deja el Gresini Racing y pasará a correr, de nuevo, en el ahora Estrella Marc VDS Racing —equipo con el que ya corrió en Moto2 cuando todavía era Marc VDS Racing.
- Jack Miller da el salto directo de Moto3 a MotoGP, se salta así la categoría de Moto2, con el equipo LCR Honda.
- Colin Edwards se retiró tras el Gran Premio de Indianápolis de 2014.
- Loris Baz hace su debut en MotoGP con el equipo Forward Racing, después de su paso por el Mundial de Superbikes.
- Alex de Angelis remplazará a Danilo Pretrucci en el IodaRacing Team después de media temporada corriendo para el equipo Forward Racing sustituyendo a Collin Edwards.
- Danilo Petrucci deja el IodaRacing Team para formar parte del Prama Ducati
- Aleix Espargaró deja el Forward Racing tras una temporada corriendo con ellos para unirse al equipo de fábrica de Suzuki.
- Maverick Viñales da el salto de Moto2 a MotoGP como compañero de equipo de Aleix Espargaró en el equipo Suzuki.
- Eugene Laverty vuelve al Mundial —su última temporada completa fue en 2008 en la categoría de 250cc— con el equipo Aspar Racing Team.
- Marco Melandri vuelve a MotoGP con el Gresini Racing, el mismo equipo con el que compitió su última temporada en 2010.
- Hiroshi Aoyama deja el Aspar Racing Team para convertirse en piloto probador de Honda. Además, es el encargado de reemplazar a Dani Pedrosa en las carreras de Austin, Argentina y Jerez, mientras el piloto español se recupera de sus problemas en el antebrazo derecho.[49]

## Resultados y clasificación

### Grandes Premios
| Ronda | Gran Premio                            | Pole position    | Vuelta rápida   | Piloto ganador  | Constructor ganador |
| ----- | -------------------------------------- | ---------------- | --------------- | --------------- | ------------------- |
| 1     | Gran Premio de Catar                   | Andrea Dovizioso | Valentino Rossi | Valentino Rossi | Yamaha              |
| 2     | Gran Premio de las Américas            | Marc Márquez     | Andrea Iannone  | Marc Márquez    | Honda               |
| 3     | Gran Premio de Argentina               | Marc Márquez     | Valentino Rossi | Valentino Rossi | Yamaha              |
| 4     | Gran Premio de España                  | Jorge Lorenzo    | Jorge Lorenzo   | Jorge Lorenzo   | Yamaha              |
| 5     | Gran Premio de Francia                 | Marc Márquez     | Valentino Rossi | Jorge Lorenzo   | Yamaha              |
| 6     | Gran Premio de Italia                  | Andrea Iannone   | Marc Márquez    | Jorge Lorenzo   | Yamaha              |
| 7     | Gran Premio de Cataluña                | Aleix Espargaró  | Marc Márquez    | Jorge Lorenzo   | Yamaha              |
| 8     | TT Assen                               | Valentino Rossi  | Marc Márquez    | Valentino Rossi | Yamaha              |
| 9     | Gran Premio de Alemania                | Marc Márquez     | Marc Márquez    | Marc Márquez    | Honda               |
| 10    | Gran Premio de Indianápolis            | Marc Márquez     | Marc Márquez    | Marc Márquez    | Honda               |
| 11    | Gran Premio de la República Checa      | Jorge Lorenzo    | Marc Márquez    | Jorge Lorenzo   | Yamaha              |
| 12    | Gran Premio de Gran Bretaña            | Marc Márquez     | Valentino Rossi | Valentino Rossi | Yamaha              |
| 13    | Gran Premio de San Marino              | Jorge Lorenzo    | Jorge Lorenzo   | Marc Márquez    | Honda               |
| 14    | Gran Premio de Aragón                  | Marc Márquez     | Jorge Lorenzo   | Jorge Lorenzo   | Yamaha              |
| 15    | Gran Premio de Japón                   | Jorge Lorenzo    | Jorge Lorenzo   | Dani Pedrosa    | Honda               |
| 16    | Gran Premio de Australia               | Marc Márquez     | Marc Márquez    | Marc Márquez    | Honda               |
| 17    | Gran Premio de Malasia                 | Dani Pedrosa     | Jorge Lorenzo   | Dani Pedrosa    | Honda               |
| 18    | Gran Premio de la Comunidad Valenciana | Jorge Lorenzo    | Jorge Lorenzo   | Jorge Lorenzo   | Yamaha              |

### Clasificación por pilotos
Sistema de puntuación
Los puntos se reparten entre los quince primeros clasificados en acabar la carrera.
Sistema de puntuación de 1993 hasta 2022:
| Posición | 1.º | 2.º | 3.º | 4.º | 5.º | 6.º | 7.º | 8.º | 9.º | 10.º | 11.º | 12.º | 13.º | 14.º | 15.º |
| Puntos   | 25  | 20  | 16  | 13  | 11  | 10  | 9   | 8   | 7   | 6    | 5    | 4    | 3    | 2    | 1    |

| Pos     | Piloto             | Moto           | QAT | USA | ARG | ESP | FRA | ITA | CAT | NED | GER | IND | CZE | GBR | RSM | ARA | JPN | AUS | MAL | VAL | Pts |
| ------- | ------------------ | -------------- | --- | --- | --- | --- | --- | --- | --- | --- | --- | --- | --- | --- | --- | --- | --- | --- | --- | --- | --- |
| 1       | Jorge Lorenzo      | Yamaha         | 4   | 4   | 5   | 1   | 1   | 1   | 1   | 3   | 4   | 2   | 1   | 4   | Ret | 1   | 3   | 2   | 2   | 1   | 330 |
| 2       | Valentino Rossi    | Yamaha         | 1   | 3   | 1   | 3   | 2   | 3   | 2   | 1   | 3   | 3   | 3   | 1   | 5   | 3   | 2   | 4   | 3   | 4   | 325 |
| 3       | Marc Márquez       | Honda          | 5   | 1   | Ret | 2   | 4   | Ret | Ret | 2   | 1   | 1   | 2   | Ret | 1   | Ret | 4   | 1   | Ret | 2   | 242 |
| 4       | Dani Pedrosa       | Honda          | 6   |     |     |     | 16  | 4   | 3   | 8   | 2   | 4   | 5   | 5   | 9   | 2   | 1   | 5   | 1   | 3   | 206 |
| 5       | Andrea Iannone     | Ducati         | 3   | 5   | 4   | 6   | 5   | 2   | 4   | 4   | 5   | 5   | 4   | 8   | 7   | 4   | Ret | 3   | Ret | Ret | 188 |
| 6       | Bradley Smith      | Yamaha         | 8   | 6   | 6   | 8   | 6   | 5   | 5   | 7   | 6   | 6   | 7   | 7   | 2   | 8   | 7   | 10  | 4   | 6   | 181 |
| 7       | Andrea Dovizioso   | Ducati         | 2   | 2   | 2   | 9   | 3   | Ret | Ret | 12  | Ret | 9   | 6   | 3   | 8   | 5   | 5   | 13  | Ret | 7   | 162 |
| 8       | Cal Crutchlow      | Honda          | 7   | 7   | 3   | 4   | Ret | Ret | Ret | 6   | 7   | 8   | Ret | Ret | 11  | 7   | 6   | 7   | 5   | 9   | 125 |
| 9       | Pol Espargaró      | Yamaha         | 9   | Ret | 8   | 5   | 7   | 6   | Ret | 5   | 8   | 7   | 8   | Ret | Ret | 9   | Ret | 8   | 9   | 5   | 114 |
| 10      | Danilo Petrucci    | Ducati         | 12  | 10  | 11  | 12  | 10  | 9   | 9   | 11  | 9   | 10  | 10  | 2   | 6   | Ret | Ret | 12  | 6   | 10  | 113 |
| 11      | Aleix Espargaró    | Suzuki         | 11  | 8   | 7   | 7   | Ret | Ret | Ret | 9   | 10  | 14  | 9   | 9   | 10  | 6   | 11  | 9   | 7   | 8   | 105 |
| 12      | Maverick Viñales   | Suzuki         | 14  | 9   | 10  | 11  | 9   | 7   | 6   | 10  | 11  | 11  | Ret | 11  | 14  | 11  | Ret | 6   | 8   | 11  | 97  |
| 13      | Scott Redding      | Honda          | 13  | Ret | 9   | 13  | Ret | 11  | 7   | 13  | Ret | 13  | 12  | 6   | 3   | 12  | 10  | 11  | 11  | 15  | 84  |
| 14      | Yonny Hernández    | Ducati         | 10  | Ret | Ret | 10  | 8   | 10  | Ret | 14  | 12  | 12  | 11  | Ret | Ret | 10  | 14  | 17  | 12  | 13  | 56  |
| 15      | Héctor Barberá     | Ducati         | 15  | 12  | 13  | 14  | 13  | 13  | 16  | Ret | 13  | 15  | 16  | 13  | 18  | 16  | 9   | 16  | 13  | 16  | 33  |
| 16      | Álvaro Bautista    | Aprilia        | Ret | 15  | 19  | 15  | 15  | 14  | 10  | 17  | 14  | 18  | 13  | 10  | 15  | 13  | 16  | 14  | 15  | 14  | 31  |
| 17      | Loris Baz          | Yamaha Forward | 22  | 17  | 14  | Ret | 12  | 12  | 13  | 15  | 19  |     | 15  | 16  | 4   | 17  | Ret | 18  | Ret | 19  | 28  |
| 18      | Stefan Bradl       | Yamaha Forward | 16  | Ret | 15  | 16  | Ret | Ret | 8   | Ret |     |     |     |     |     |     |     |     |     |     | 17  |
| 18      | Stefan Bradl       | Aprilia        |     |     |     |     |     |     |     |     |     | 20  | 14  | Ret | 16  | 18  | 18  | 21  | 10  | 18  | 17  |
| 19      | Jack Miller        | Honda          | Ret | 14  | 12  | 20  | Ret | Ret | 11  | Ret | 15  | Ret | 19  | Ret | 12  | 19  | Ret | 15  | 17  | 21  | 17  |
| 20      | Nicky Hayden       | Honda          | 17  | 13  | 16  | 17  | 11  | Ret | Ret | 16  | 16  | 16  | 17  | 12  | 17  | 15  | 13  | Ret | 16  | 17  | 16  |
| 21      | Michele Pirro      | Ducati         |     |     |     |     |     | 8   |     |     |     |     |     |     | Ret |     |     |     |     | 12  | 12  |
| 22      | Eugene Laverty     | Honda          | 18  | 16  | 17  | 18  | 14  | 15  | 12  | Ret | 17  | 19  | Ret | 17  | 19  | 14  | 17  | 19  | 19  | Ret | 9   |
| 23      | Katsuyuki Nakasuga | Yamaha         |     |     |     |     |     |     |     |     |     |     |     |     |     |     | 8   |     |     |     | 8   |
| 24      | Mike Di Meglio     | Ducati         | 19  | Ret | 18  | 22  | Ret | 16  | 14  | 18  | Ret | 17  | 18  | 14  | 13  | 20  | 15  | 20  | 18  | Ret | 8   |
| 25      | Hiroshi Aoyama     | Honda          |     | 11  | Ret | Ret |     |     |     |     | Ret |     |     |     |     |     |     |     |     |     | 5   |
| 26      | Takumi Takahashi   | Honda          |     |     |     |     |     |     |     |     |     |     |     |     |     |     | 12  |     |     |     | 4   |
| 27      | Toni Elías         | Honda          |     |     |     |     |     |     |     |     |     | 22  |     |     |     |     |     |     |     |     | 2   |
| 27      | Toni Elías         | Yamaha Forward |     |     |     |     |     |     |     |     |     |     |     |     |     | 21  | 20  | 22  | 14  | 20  | 2   |
| 28      | Alex de Angelis    | ART            | 20  | 18  | 22  | 21  | 17  | Ret | 15  | Ret | 18  | 21  | Ret | 15  | Ret | Ret | DNS |     |     |     | 2   |
|         | Karel Abraham      | Honda          | Ret | Ret | 21  | Ret | Ret | 17  | DNS |     |     |     | 21  | 19  | 21  | Ret |     |     |     |     | 0   |
|         | Marco Melandri     | Aprilia        | 21  | Ret | 20  | 19  | 18  | 18  | Ret | 19  |     |     |     |     |     |     |     |     |     |     | 0   |
|         | Claudio Corti      | Yamaha Forward |     |     |     |     |     |     |     |     | Ret |     | 20  | 18  | 20  |     |     |     |     |     | 0   |
|         | Kousuke Akiyoshi   | Honda          |     |     |     |     |     |     |     |     |     |     |     |     |     |     | 19  |     |     |     | 0   |
|         | Anthony West       | Honda          |     |     |     |     |     |     |     |     |     |     |     |     |     |     |     | 23  | 20  | 22  | 0   |
|         | Michael Laverty    | Aprilia        |     |     |     |     |     |     |     |     | 20  |     |     |     |     |     |     |     |     |     | 0   |
|         | Damian Cudlin      | ART            |     |     |     |     |     |     |     |     |     |     |     |     |     |     |     | Ret | Ret |     | 0   |
|         | Broc Parkes        | ART            |     |     |     |     |     |     |     |     |     |     |     |     |     |     |     |     |     | Ret | 0   |
| Pos     | Piloto             | Moto           | QAT | USA | ARG | ESP | FRA | ITA | CAT | NED | GER | IND | CZE | GBR | RSM | ARA | JPN | AUS | MAL | VAL | Pts |
| Fuente: |                    |                |     |     |     |     |     |     |     |     |     |     |     |     |     |     |     |     |     |     |     |

| Color     | Resultado                                                               |
| --------- | ----------------------------------------------------------------------- |
| Oro       | Ganador                                                                 |
| Plata     | 2.ª plaza                                                               |
| Bronce    | 3.ª plaza                                                               |
| Verde     | Finalizó en los puntos                                                  |
| Azul      | Finalizó sin puntos                                                     |
| Azul      | NC - No clasificado                                                     |
| Violeta   | Ret - No terminó (Carrera)                                              |
| Rojo      | DNQ - No se clasificó                                                   |
| Negro     | DSQ - Descalificado                                                     |
| Blanco    | DNS - No empezó (carrera)                                               |
| Blanco    | WD - Retirado (fin de semana)                                           |
| Blanco    | C - Carrera cancelada                                                   |
| Sin color | DNP - Inscrito pero no participó                                        |
| Sin color | INJ - Lesionado                                                         |
| Sin color | EX - Excluido                                                           |
| Estado    | Resultado                                                               |
| Negrita   | Pole position                                                           |
| Cursiva   | Vuelta rápida                                                           |
| †         | Abandona, pero clasifica al completar el porcentaje requerido para ello |

### Clasificación constructores
| Pos. | Constructor    | QAT | USA | ARG | ESP | FRA | ITA | CAT | NED | GER | IND | CZE | GBR | RSM | ARA | JPN | AUS | MAL | VAL | Pts   |
| ---- | -------------- | --- | --- | --- | --- | --- | --- | --- | --- | --- | --- | --- | --- | --- | --- | --- | --- | --- | --- | ----- |
| 1    | Yamaha         | 1   | 3   | 1   | 1   | 1   | 1   | 1   | 1   | 3   | 2   | 1   | 1   | 2   | 1   | 2   | 2   | 2   | 1   | 407   |
| 2    | Honda          | 5   | 1   | 3   | 2   | 4   | 4   | 3   | 2   | 1   | 1   | 2   | 5   | 1   | 2   | 1   | 1   | 1   | 2   | 355   |
| 3    | Ducati         | 2   | 2   | 2   | 6   | 3   | 2   | 4   | 4   | 5   | 5   | 4   | 2   | 6   | 4   | 5   | 3   | 6   | 7   | 256   |
| 4    | Suzuki         | 11  | 8   | 7   | 7   | 9   | 7   | 6   | 9   | 10  | 11  | 9   | 9   | 10  | 6   | 11  | 6   | 7   | 8   | 137   |
| 5    | Aprilia        | 21  | 15  | 19  | 15  | 15  | 14  | 10  | 17  | 14  | 18  | 13  | 10  | 15  | 13  | 16  | 14  | 10  | 14  | 36    |
| 6    | Yamaha Forward | 16  | 17  | 14  | 16  | 12  | 12  | 8   | 15  | 19  |     | 15  | 16  | 4   | 17  | 20  | 18  | 14  | 19  | 35    |
| 7    | ART            | 20  | 18  | 22  | 21  | 17  | Ret | 15  | Ret | 18  | 21  | Ret | 15  | Ret | Ret | DNS | Ret | Ret | Ret | 2     |
| Pos. | Constructor    | QAT | USA | ARG | ESP | FRA | ITA | CAT | NED | GER | IND | CZE | GBR | RSM | ARA | JPN | AUS | MAL | VAL | Ptos. |

### Clasificación por equipos
| Pos | Piloto                        | Moto | QAT | USA | ARG | ESP | FRA | ITA | CAT | NED | GER | IND | CZE | GBR | RSM | ARA | JPN | AUS | MAL | VAL | Pts |
| --- | ----------------------------- | ---- | --- | --- | --- | --- | --- | --- | --- | --- | --- | --- | --- | --- | --- | --- | --- | --- | --- | --- | --- |
| 1   | Movistar Yamaha MotoGP        | 46   | 1   | 3   | 1   | 3   | 2   | 3   | 2   | 1   | 3   | 3   | 3   | 1   | 5   | 3   | 2   | 4   | 3   | 4   | 655 |
| 1   | Movistar Yamaha MotoGP        | 99   | 4   | 4   | 5   | 1   | 1   | 1   | 1   | 3   | 4   | 2   | 1   | 4   | Ret | 1   | 3   | 2   | 2   | 1   | 655 |
| 2   | Repsol Honda Team             | 7    |     | 11  | Ret | Ret |     |     |     |     |     |     |     |     |     |     |     |     |     |     | 453 |
| 2   | Repsol Honda Team             | 26   | 6   |     |     |     | 16  | 4   | 3   | 8   | 2   | 4   | 5   | 5   | 9   | 2   | 1   | 5   | 1   | 3   | 453 |
| 2   | Repsol Honda Team             | 93   | 5   | 1   | Ret | 2   | 4   | Ret | Ret | 2   | 1   | 1   | 2   | Ret | 1   | Ret | 4   | 1   | Ret | 2   | 453 |
| 3   | Ducati Team                   | 04   | 2   | 2   | 2   | 9   | 3   | Ret | Ret | 12  | Ret | 9   | 6   | 3   | 8   | 5   | 5   | 13  | Ret | 7   | 350 |
| 3   | Ducati Team                   | 29   | 3   | 5   | 4   | 6   | 5   | 2   | 4   | 4   | 5   | 5   | 4   | 8   | 7   | 4   | Ret | 3   | Ret | Ret | 350 |
| 4   | Monster Yamaha Tech 3         | 38   | 8   | 6   | 6   | 8   | 6   | 5   | 5   | 7   | 6   | 6   | 7   | 7   | 2   | 8   | 7   | 10  | 4   | 6   | 295 |
| 4   | Monster Yamaha Tech 3         | 44   | 9   | Ret | 8   | 5   | 7   | 6   | Ret | 5   | 8   | 7   | 8   | Ret | Ret | 9   | Ret | 8   | 9   | 5   | 295 |
| 5   | Team Suzuki Ecstar            | 25   | 14  | 9   | 10  | 11  | 9   | 7   | 6   | 10  | 11  | 11  | Ret | 11  | 14  | 11  | Ret | 6   | 8   | 11  | 202 |
| 5   | Team Suzuki Ecstar            | 41   | 11  | 8   | 7   | 7   | Ret | Ret | Ret | 9   | 10  | 14  | 9   | 9   | 10  | 6   | 11  | 9   | 7   | 8   | 202 |
| 6   | Pramac Racing                 | 9    | 12  | 10  | 11  | 12  | 10  | 9   | 9   | 11  | 9   | 10  | 10  | 2   | 6   | Ret | Ret | 12  | 6   | 10  | 169 |
| 6   | Pramac Racing                 | 68   | 10  | Ret | Ret | 10  | 8   | 10  | Ret | 14  | 12  | 12  | 11  | Ret | Ret | 10  | 14  | 17  | 12  | 13  | 169 |
| 7   | Team LCR Honda                | 35   | 7   | 7   | 3   | 4   | Ret | Ret | Ret | 6   | 7   | 8   | Ret | Ret | 11  | 7   | 6   | 7   | 5   | 9   | 142 |
| 7   | Team LCR Honda                | 43   | Ret | 14  | 12  | 20  | Ret | Ret | 11  | Ret | 15  | Ret | 19  | Ret | 12  | 19  | Ret | 15  | 17  | 21  | 142 |
| 8   | Estrella Galicia 0,0 Marc VDS | 45   | 13  | Ret | 9   | 13  | Ret | 11  | 7   | 13  | Ret | 13  | 12  | 6   | 3   | 12  | 10  | 11  | 11  | 15  | 84  |
| 9   | Avintia Racing                | 8    | 15  | 12  | 13  | 14  | 13  | 13  | 16  | Ret | 13  | 15  | 16  | 13  | 18  | 16  | 9   | 16  | 13  | 16  | 41  |
| 9   | Avintia Racing                | 63   | 19  | Ret | 18  | 22  | Ret | 16  | 14  | 18  | Ret | 17  | 18  | 14  | 13  | 20  | 15  | 20  | 18  | Ret | 41  |
| 10  | Forward Racing                | 6    | 16  | Ret | 15  | 16  | Ret | Ret | 8   | Ret |     |     |     |     |     |     |     |     |     |     | 39  |
| 10  | Forward Racing                | 24   |     |     |     |     |     |     |     |     |     |     |     |     |     | 21  | 20  | 22  | 14  | 20  | 39  |
| 10  | Forward Racing                | 71   |     |     |     |     |     |     |     |     | Ret |     | 20  | 18  | 20  |     |     |     |     |     | 39  |
| 10  | Forward Racing                | 76   | 22  | 17  | 14  | Ret | 12  | 12  | 13  | 15  | 19  |     | 15  | 16  | 4   | 17  | Ret | 18  | Ret | 19  | 39  |
| 11  | Aprilia Racing Team Gresini   | 6    |     |     |     |     |     |     |     |     |     | 20  | 14  | Ret | 16  | 18  | 18  | 21  | 10  | 18  | 39  |
| 11  | Aprilia Racing Team Gresini   | 19   | Ret | 15  | 19  | 15  | 15  | 14  | 10  | 17  | 14  | 18  | 13  | 10  | 15  | 13  | 16  | 14  | 15  | 14  | 39  |
| 11  | Aprilia Racing Team Gresini   | 33   | 21  | Ret | 20  | 19  | 18  | 18  | Ret | 19  |     |     |     |     |     |     |     |     |     |     | 39  |
| 11  | Aprilia Racing Team Gresini   | 70   |     |     |     |     |     |     |     |     | 20  |     |     |     |     |     |     |     |     |     | 39  |
| 12  | Aspar MotoGP Team             | 50   | 18  | 16  | 17  | 18  | 14  | 15  | 12  | Ret | 17  | 19  | Ret | 17  | 19  | 14  | 13  | 19  | 19  | Ret | 25  |
| 12  | Aspar MotoGP Team             | 69   | 17  | 13  | 16  | 17  | 11  | Ret | Ret | 16  | 16  | 16  | 17  | 12  | 17  | 15  | 17  | Ret | 16  | 17  | 25  |
| 13  | Octo IodaRacing Team          | 15   | 20  | 18  | 22  | 21  | 17  | Ret | 15  | Ret | 18  | 21  | Ret | 15  | Ret | Ret | DNS |     |     |     | 2   |
| 13  | Octo IodaRacing Team          | 23   |     |     |     |     |     |     |     |     |     |     |     |     |     |     |     |     |     | Ret | 2   |
| 13  | Octo IodaRacing Team          | 55   |     |     |     |     |     |     |     |     |     |     |     |     |     |     |     | Ret | Ret |     | 2   |
|     | AB Motoracing                 | 7    |     |     |     |     |     |     |     |     | Ret |     |     |     |     |     |     |     |     |     | 0   |
| 13  | AB Motoracing                 |      |     |     |     |     |     |     |     |     |     |     |     |     |     |     | 23  | 20  | 22  |     | 0   |
| 17  | AB Motoracing                 | Ret  | Ret | 21  | Ret | Ret | 17  | DNS |     |     |     | 21  | 19  | 21  | Ret |     |     |     |     |     | 0   |
| 24  | AB Motoracing                 |      |     |     |     |     |     |     |     |     | 22  |     |     |     |     |     |     |     |     |     | 0   |
| 64  | AB Motoracing                 |      |     |     |     |     |     |     |     |     |     |     |     |     |     | 19  |     |     |     |     | 0   |
| Pos | Piloto                        | Moto | QAT | USA | ARG | ESP | FRA | ITA | CAT | NED | GER | IND | CZE | GBR | RSM | ARA | JPN | AUS | MAL | VAL | Pts |

| Color     | Resultado                                                               |
| --------- | ----------------------------------------------------------------------- |
| Oro       | Ganador                                                                 |
| Plata     | 2.ª plaza                                                               |
| Bronce    | 3.ª plaza                                                               |
| Verde     | Finalizó en los puntos                                                  |
| Azul      | Finalizó sin puntos                                                     |
| Azul      | NC - No clasificado                                                     |
| Violeta   | Ret - No terminó (Carrera)                                              |
| Rojo      | DNQ - No se clasificó                                                   |
| Negro     | DSQ - Descalificado                                                     |
| Blanco    | DNS - No empezó (carrera)                                               |
| Blanco    | WD - Retirado (fin de semana)                                           |
| Blanco    | C - Carrera cancelada                                                   |
| Sin color | DNP - Inscrito pero no participó                                        |
| Sin color | INJ - Lesionado                                                         |
| Sin color | EX - Excluido                                                           |
| Estado    | Resultado                                                               |
| Negrita   | Pole position                                                           |
| Cursiva   | Vuelta rápida                                                           |
| †         | Abandona, pero clasifica al completar el porcentaje requerido para ello |